# 臺南市西港區西港國民小學
臺南市西港區西港國民小學（簡稱西港國小）是一所位於中華民國臺南市西港區的市立國民小學，於1917年3月創校，時稱蕭壠公學校西港仔分校。

## 沿革
- 1917年
  - 3月，蕭瓏公學校西港仔分校建校。

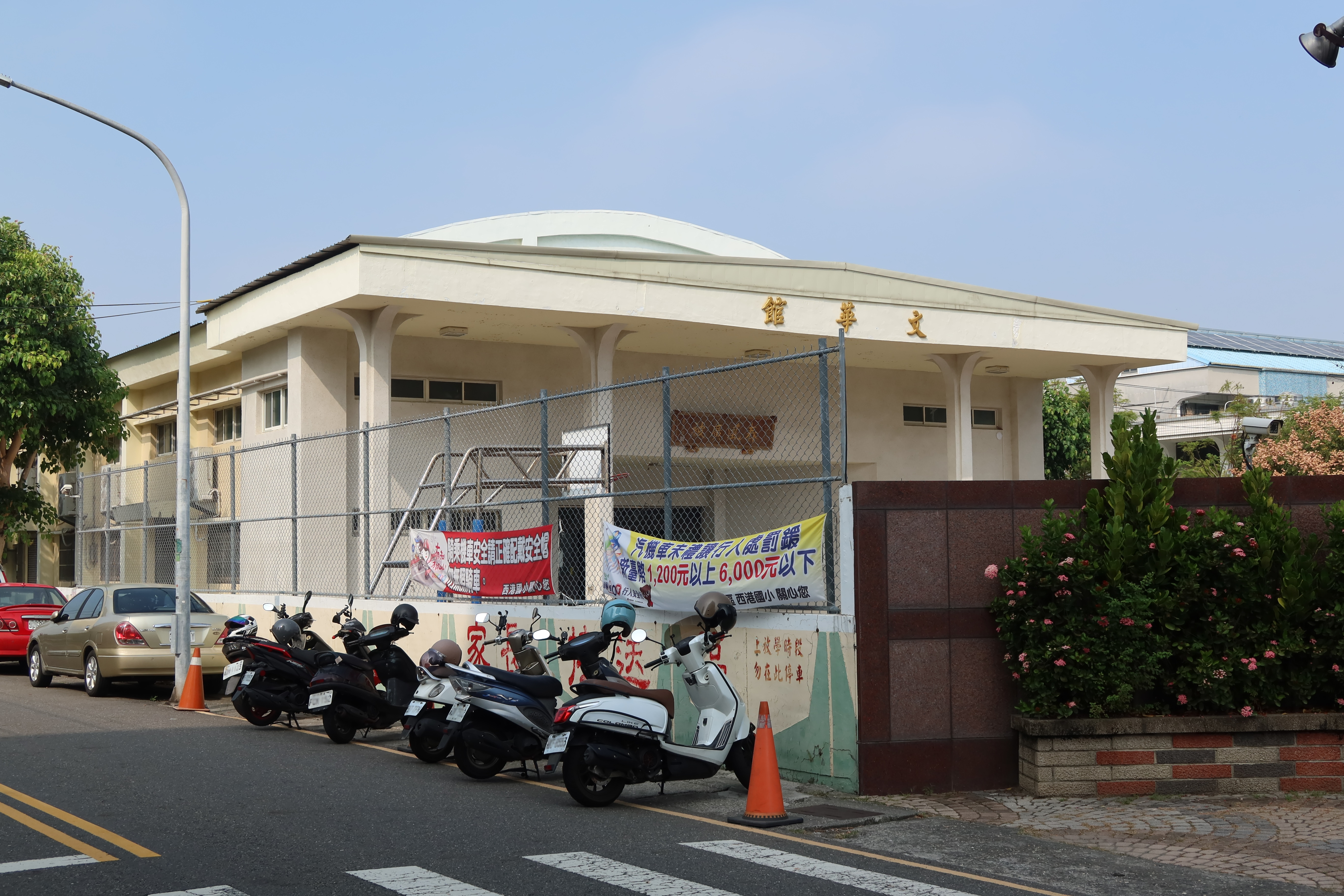
文華館

  - 4月15日，以西港慶安宮為臨時教室開學，首屆學生75人。
- 1920年3月21日，獨立設校，名為西港仔公學校。
- 1921年4月24日，更名為西港公學校。
- 1941年4月1日，更名為西港國民學校。
- 1968年8月1日，因實施九年國民教育，改稱臺南縣西港鄉西港國民小學。
- 1977年9月，遷校至現址。
- 1986年2月28日，設置附設幼稚園。
- 1995年8月1日，增設啟智班。
- 2008年8月1日，增設資源班。
- 2010年12月25日，因臺南縣、市合併升格直轄市，更名為臺南市西港區西港國民小學。

### 歷任校長
日治時期
戰後
1. 黃　全（1945年10月25日－1946年12月30日）
2. 莊先富（1946年12月31日－1948年3月31日）
3. 李　梅（1948年4月1日－1973年2月28日）
4. 林　雲（1973年6月18日－1985年1月31日）
5. 李迫梗（1985年2月1日－1996年9月30日）
6. 黃佛助（1996年10月1日－2006年7月31日）
7. 陳凱祥（2006年8月1日－2012年7月31日）
8. 林銘山（2012年8月1日－2020年7月31日）
9. 郭國成（2020年8月1日至今）